# Костюм Арлекина
«Костюм Арлекина» (2001) — детективный роман Леонида Юзефовича. Первая часть трилогии о сыщике Иване Дмитриевиче Путилине. Ранние варианты назывались «Ситуация на Балканах» и «Триумф Венеры».

## Сюжет
Глава петербургской сыскной полиции Иван Путилин выходит в отставку и поселяется в усадьбе на берегу Волхова. Он решает издать мемуары, а для записи и обработки своих рассказов приглашает литератора Сафронова. Первое дело, о котором рассказывает Путилин, — об убийстве австрийского военного атташе князя фон Аренсберга. Количество подозреваемых увеличивается, назревает международный скандал.

## История создания и публикации
Сюжет об убийстве фон Аренсберга Юзефович взял из мемуаров исторического И. Д. Путилина «Сорок лет среди грабителей и убийц», которые выпущены в 1893 году издателем по фамилии Сафонов (в романе он превратился в Сафронова). Вставная новелла об украденном сервизе позаимствована автором из очерка Анатолия Кони о Путилине.
Первый вариант книги Юзефовича назывался «Ситуация на Балканах» и был написан ещё в начале 1980-х. Помимо исторического Путилина, в образе главного героя есть черты физика из Перми Бориса Пысина, который был другом автора. В 1991 году по этой повести был поставлен фильм «Сыщик Петербургской полиции», где главную роль сыграл Пётр Щербаков. В 1994 году повесть была издана в Перми под другим названием — «Триумф Венеры». Тогда она прошла незамеченной.
Позже автор сильно переделал её, и в 2001 году в издательстве «Вагриус» вышел роман «Костюм Арлекина». В том же году появились и следующие части трилогии: «Дом свиданий» и «Князь ветра». Роман был переведён на немецкий, итальянский, французский, польский, испанский языки.

## Критика
Вся трилогия Юзефовича и, в частности, «Костюм Арлекина» неизбежно сравнивалась с книгами Б. Акунина об Эрасте Фандорине. Сам автор относится к этим сравнениям спокойно и даже благодарен Акунину: «Именно Акунин сделал популярным жанр исторического детектива, так что своей нынешней известностью я во многом обязан ему. Ведь два из трёх моих романов о Путилине написаны давно, а популярными стали только сейчас».

## Экранизация
- 1991 — Сыщик петербургской полиции
- 2007 — Сыщик Путилин